# Олеська площа
Оле́ська пло́ща — родовище газоносних сланців. Розташована в межах Львівської, Івано-Франківської та Тернопільської областей. За іншими даними, Олеська площа охоплює видобувні ділянки тільки у Львівській та Івано-Франківській областях.

## Загальний опис
Площа включає всі осадові породи, які залягають в межах їх периметра і обмежені по глибині користування надрами відміткою 10 тис. метрів від поверхні або геологічним фундаментом (залежно від того, що буде досягнуто раніше): газ природний, газ сланцевих порід, газ центрально-басейнового типу, газ (метан) вугільних пластів, нафта, конденсат.
Державна служба геології та надр України планувала у кінці березня 2012 року провести торги щодо Юзівської і Олеської нафтогазоносних площ. За результатами конкурсу з переможцем буде укладено Угоду про розділ продукції.
Параметри інвестицій на освоєння близько $150 млн та для підготовки площі до початкових робіт з буріння та $1,5-2 млрд для промислової розробки запасів..
Ймовірні претенденти на Олеський площа — Chevron, Eni, ExxonMobil, а також вітчизняні «Укрнафта», НАК «Нафтогаз Україна». Визначено, що оператором цієї площі буде НАК «Надра Україна»
За оцінками Міжвідомчої комісії з організації укладення та виконання УРП, промислове видобування сланцевого газу на Юзівській та Олеській площах повинне стартувати в 2018—2019 роках.
З травня 2014 року Львівський окружний адміністративний суд розглядає позов Гука Ігора до ЛОР та урядової комісії про заборону видобування сланцевого газу на Олеській площі. В позові йдеться про те, що треба скасувати рішення ЛОР від 3 жовтня 2013 року #879 «Про погодження проекту угоди про розподіл вуглеводнів…»через те, що не були проведені необхідні експертизи і ОМС (громади сіл та міст, на території яких розміщені певні ділянки Олеської площі) не узгоджували проекту.
Суд залучив до справи компанію «Шеврон», «Надра Олеська» та ряд міністерств.

## Поклади газу
Державна служба геології та надр України оцінює перспективні запаси традиційного та нетрадиційного газу на Олеській та Юзівській газоносних площах в 7 трлн кубометрів. На самій Олеській площі прогнозні ресурси можуть становити приблизно 3 трлн кубометрів газу.

## Розробка родовища
5 листопада 2013 року Україна і Chevron підписали угоду про видобуток газу на Олеській ділянці.[джерело?]